# Changing All the Time
Changing All the Time ist das zweite Studioalbum der englischen Pop- und Softrockband Smokie. Es wurde am 22. September 1975 bei RAK Records und EMI Electrola veröffentlicht und von dem bekannten Produzentenduo Nicky Chinn und Mike Chapman produziert.

## Hintergrund
Das Album wurde von Nicky Chinn und Mike Chapman produziert, veröffentlicht wurde es erstmals als LP und Musikkassette am 22. September 1975. Eine CD-Version ist seit 1990 verfügbar.
Es enthält mit If You Think You Know How to Love Me und Don’t Play Your Rock ’n’ Roll to Me zwei der frühesten internationalen Hits der Band. Nicky Chinn und Mike Chapman sind zudem Texter und Komponisten von vier der zehn Titeln, darunter die beiden als Single erfolgreichen. Die restlichen sechs Titel wurden von Mitgliedern der Band selbst geschrieben, davon stammen vier Titel von Sänger Chris Norman und Schlagzeuger Pete Spencer und zwei Titel steuerte der Gitarrist Alan Silson bei.

## Titelliste
Das Album besteht aus 10 Titeln. Dabei befanden sich bei der ursprünglichen LP-Version von 1975 je fünf Titel auf jeder Seite:
1. A1: Don’t Play Your Rock ’n’ Roll to Me (N. Chinn / M. Chapman) – 3:19
2. A2: If You Think You Know How to Love Me (N. Chinn / M. Chapman) – 3:27
3. A3: It’s Natural (C. Norman, P. Spencer) – 2:40
4. A4: Give it to Me (A. Silson) – 3:44
5. A5: We’re Flyin' High (N. Chinn / M. Chapman) – 3:55
6. B1: Changing All the Time (N. Chinn / M. Chapman) – 3:24
7. B2: Julia (C. Norman, P. Spencer) – 3:01
8. B3: Take Me in (A. Silson) – 3:34
9. B4: Umbrella Day (C. Norman, P. Spencer) – 4:06
10. B5: Back to Bradford (C. Norman, P. Spencer) – 2:43

## Rezeption

### Charts und Chartplatzierungen
Es war das erste Album von Smokie, das in die britischen und die deutschen Albumcharts einstieg. In ihrem Heimatland Großbritannien stieg es bis auf den Rang 18 und konnte sich 5 Wochen in den Charts halten. In die deutschen Albumcharts kam es am 15. Januar 1976 und stieg bis auf Platz 16, es blieb für fünf Monate bzw. 20 Wochen Monate in der Hitparade.
| ChartsChartplatzierungen     | Höchstplatzierung | Wochen |
| ---------------------------- | ----------------- | ------ |
| Deutschland (GfK)            | 16 (20 Wo.)       | 20     |
| Vereinigtes Königreich (OCC) | 18 (5 Wo.)        | 5      |

### Auszeichnungen für Musikverkäufe
| Land/Region                  | Auszeichnungen für Musikverkäufe (Land/Region, Auszeichnung, Verkäufe) | Verkäufe |
| ---------------------------- | ---------------------------------------------------------------------- | -------- |
| Vereinigtes Königreich (BPI) | Silber                                                                 | 60.000   |
| Insgesamt                    | 1× Silber ·                                                            | 60.000   |

## Belege
1. 1 2  Smokey – Changing All the Time bei Discogs; abgerufen am 12. Juni 2021.
2. ↑  Changing All the Time by Smokie. In: rateyourmusic.com. Abgerufen am 16. Juni 2021 (englisch).
3. 1 2  Smokey – Changing All the Time (CD) bei Discogs; abgerufen am 12. Juni 2021.
4. 1 2  
Smokey – Changing All the Time. In: officialcharts.com. Abgerufen am 12. Juni 2021.
5. 1 2  Smokey – Changing All the Time. chartsurfer.de, abgerufen am 12. Juni 2021.
6. ↑  Smokie – Changing All the Time. In: bpi.co.uk. Abgerufen am 14. Juni 2021 (englisch).